# Нови-Чифлик
Нови-Чифлик (болг. Нови чифлик) — село в Болгарии. Находится в Кюстендилской области, входит в общину Кюстендил. Население составляет 160 человек.

## Политическая ситуация
В местном кметстве Нови-Чифлик, в состав которого входит Нови-Чифлик, должность кмета (старосты) исполняет Димитр Горанов Рахталиев (Болгарская социалистическая партия (БСП)) по результатам выборов правления кметства.
Кмет (мэр) общины Кюстендил — Петыр Георгиев Паунов (коалиция в составе 3 партий: Демократы за сильную Болгарию (ДСБ), Союз демократических сил (СДС), партия АТАКА) по результатам выборов в правление общины.